# Higher Love
Higher Love – piosenka rockowa Steve′a Winwooda, wydana w 1986 roku jako singel promujący album Back in the High Life. W piosence zaśpiewała również Chaka Khan.

## Treść
Twórcą muzyki do piosenki był Steve Winwood, jednak tekst napisał Will Jennings (twórca tekstu m.in. do „My Heart Will Go On”). Rodzina Jenningsa pochodziła z Głębokiego Południa, a jego dziadek był kaznodzieją metodystycznym. Jennings przyznał, że inspiracją do napisania tekstu był śpiew hymnów w kościele, który pamiętał z dzieciństwa. Dodał jednocześnie, że „Higher Love” można nazwać współczesnym hymnem. Jest to piosenka tłumacząca, że musi istnieć tytułowa „wyższa miłość” – którą można interpretować jako Boga – a argument za tym pojawia się w pierwszej strofie, stanowiącej, iż bez niej życie jest straconym czasem.

## Odbiór
Utwór zajął pierwsze miejsce na liście Hot 100, jako pierwszy utwór Winwooda. W 1987 roku piosenka zdobyła nagrodę Grammy w kategoriach: nagranie roku oraz Best Male Pop Vocal Performance.

## Covery
Nagrano kilkanaście coverów piosenki. W 2011 roku wersja Jamesa Vincenta McMorrowa zajęła 21. miejsce na liście UK Singles Chart. Cover Whitney Houston z 1990 roku, wydany wówczas tylko w Japonii, został w 2019 roku zremiksowany przez Kygo. Była to pierwsza nowa piosenka Houston wydana po jej śmierci w 2012 roku. Utwór zajął m.in. drugie miejsce w Wielkiej Brytanii, został również do niego zrealizowany teledysk.

## Pozycje na listach przebojów
| Lista             | Pozycja | Źródło |
| ----------------- | ------- | ------ |
| Belgia (Flandria) | 31      | [ 4 ]  |
| Europa            | 19      | [ 5 ]  |
| Finlandia         | 13      | [ 6 ]  |
| Holandia          | 26      | [ 4 ]  |
| Irlandia          | 11      | [ 7 ]  |
| Kanada            | 1       | [ 8 ]  |
| Niemcy            | 49      | [ 4 ]  |
| Nowa Zelandia     | 11      | [ 4 ]  |
| Południowa Afryka | 17      | [ 9 ]  |
| Stany Zjednoczone | 1       | [ 1 ]  |
| Wielka Brytania   | 13      | [ 1 ]  |

| Lista           | Pozycja | Źródło |
| --------------- | ------- | ------ |
| Australia       | 35      | [ 10 ] |
| Irlandia        | 4       | [ 7 ]  |
| Wielka Brytania | 21      | [ 3 ]  |

| Lista             | Pozycja | Źródło |
| ----------------- | ------- | ------ |
| Australia         | 20      | [ 11 ] |
| Austria           | 20      | [ 11 ] |
| Belgia (Flandria) | 4       | [ 11 ] |
| Belgia (Walonia)  | 12      | [ 11 ] |
| Chiny             | 16      | [ 12 ] |
| Chorwacja         | 2       | [ 13 ] |
| Czechy            | 16      | [ 14 ] |
| Dania             | 28      | [ 11 ] |
| Estonia           | 23      | [ 15 ] |
| Europa            | 2       | [ 16 ] |
| Francja           | 71      | [ 11 ] |
| Grecja            | 29      | [ 17 ] |
| Holandia          | 27      | [ 11 ] |
| Irlandia          | 4       | [ 7 ]  |
| Izrael            | 3       | [ 18 ] |
| Kanada            | 22      | [ 19 ] |
| Litwa             | 16      | [ 20 ] |
| Łotwa             | 25      | [ 21 ] |
| Meksyk            | 18      | [ 19 ] |
| Niemcy            | 22      | [ 11 ] |
| Norwegia          | 2       | [ 11 ] |
| Nowa Zelandia     | 26      | [ 11 ] |
| Polska            | 51      | [ 22 ] |
| Portugalia        | 93      | [ 11 ] |
| Słowacja          | 4       | [ 23 ] |
| Stany Zjednoczone | 63      | [ 19 ] |
| Szkocja           | 1       | [ 24 ] |
| Szwajcaria        | 10      | [ 11 ] |
| Szwecja           | 9       | [ 11 ] |
| Węgry             | 9       | [ 25 ] |
| Wielka Brytania   | 2       | [ 1 ]  |